# Shiny Beast (Bat Chain Puller)
Shiny Beast (Bat Chain Puller) är ett musikalbum av Captain Beefheart och The Magic Band som lanserades 1978 på Warner Bros. Records. I Europa släpptes albumet två år senare, 1980.
Titeln inom parentes kommer sig av att Captain Beefherat spelat in ett helt annat album med den titeln. Det albumet kom dock aldrig ut då producenten Herb Cohen använt pengar som tillhört Frank Zappa för att bekosta inspelningen och produktionen. Zappa vägrade då att lämna ifrån sig inspelningarna om han inte kompenserades, och följden blev att Bat Chain Puller inte lanserades för allmänheten förrän år 2012. Beefheart valde under de rättsliga processer som följde att göra nya inspelningar av några låtar från det planerade albumet, samt spela in några helt nya låtar och ge ut detta album istället.

## Låtlista
Sida A
1. "The Floppy Boot Stomp" – 3:51
2. "Tropical Hot Dog Night" – 4:49
3. "Ice Rose" – 3:38
4. "Harry Irene" – 3:43
5. "You Know You're a Man" – 3:14
6. "Bat Chain Puller" – 5:27

Sida B
1. "When I See Mommy I Feel Like a Mummy" – 5:04
2. "Owed t'Alex" – 4:07
3. "Candle Mambo" – 3:24
4. "Love Lies" – 5:03
5. "Suction Prints" – 4:25
6. "Apes-Ma" – 0:40

(Alla låtar skrivna av Captain Beefheart d.v.s. Don Van Vliet)

## Medverkande
- Captain Beefheart (Don Van Vliet) – sång, munspel, sopransaxofon, vissling

The Magic Band
- Bruce Lambourne Fowler – trombone, basgitarr
- Jeff Moris Tepper – slidegitarr, gitarr
- Eric Drew Feldman – synthesizer, piano, basgitarr
- Robert Arthur Williams – trummor, percussion
- Richard Redus – slidegitarr, gitarr, dragspel, basgitarr

Bidragande musiker
- Art Tripp III – marimba, percussion